# Ferenc Török
Ferenc Török (n. 3 august 1935, Csillaghegy⁠(d), Regatul Ungariei, Ungaria) este un politician ce a reprezentat Ungaria, medaliat olimpic. A participat la 2 ediții ale Jocurilor Olimpice (1964, 1968) în care a câștigat două medalii de aur și o medalie de bronz.